# Дилема на таралежа
Дилемата на таралежа е метафора за предизвикателствата на човешката интимност. Тя описва ситуация, при която група таралежи се стремят да се приближат един до друг, за да споделят топлината по време на студено време. Те обаче трябва да останат отделени, тъй като не могат да избегнат нараняване един друг с острите си игли. Въпреки че те споделят намерението си за близка реципрочна връзка, това не може да се случи поради причини, които те не могат да избегнат.
Артур Шопенхауер и Зигмунд Фройд използват тази ситуация, за да опишат това, което смятат за състояние на индивида по отношение на другите в обществото. Дилемата на таралежа подсказва, че въпреки добрата воля, човешката интимност не може да се осъществи без значителна взаимна вреда и в резултат на лица са предпазливото поведение и слабите взаимоотношения. С дилемата на таралежа се препоръчва да се използва умереност в работата с други хора, както заради собствения интерес, така и заради другите. Дилемата се използва за обясняване на интроверността и изолацията.